# Fintan Coogan junior
Fintan A. Coogan (junior) (* 2. Juni 1944 in Galway) ist ein früherer irischer Politiker der Fine Gael. Er war von 1982 bis 1987 Teachta Dála (Abgeordneter) im Dáil Éireann und von 1997 bis 2002 Mitglied im Seanad Éireann. 

## Biografie
Coogan ist der Sohn des Politikers Fintan Coogan senior. Er selbst studierte am University College Galway und schloss am Galway-Mayo Institute of Technologie mit einem Graduiertendiplom in Verhaltenswissenschaften ab. 
Wie sein Vater war er kommunalpolitisch aktiv im Galway City Council und war von 1988 bis 1989 und von 1994 bis 1995 Mayor (Bürgermeister) von Galway.
Er versuchte zwar, bei den Wahlen im Februar 1982, 1987, 1989 und 1992, jeweils einen Sitz für den Wahlkreis Galway West zu erringen, das gelang ihm aber nur bei der Wahlen im November 1982.
1997 wurde er über die Verwaltungsliste in den Seanad Éireann gewählt. 2002 dann nicht mehr. 

## Quelle
- Eintrag auf der Homepage des Oireachtas